# Ley del Referéndum Nacional
La Ley del Referéndum Nacional de 22 de octubre de 1945 es una de las siete Leyes Fundamentales del franquismo, que establecía la posibilidad que tenía el jefe del Estado de someter a referéndum o plebiscito los proyectos de ley aprobados por las Cortes.
La Ley, cuyo nombre completo era "Ley por la que el jefe del Estado podrá someter a referéndum aquellas Leyes que su transcendencia lo aconseje o el interés público lo demande", fue dictada por Francisco Franco el 22 de octubre de 1945 y constituye una de las ocho leyes fundamentales del Reino, que suponían las bases legales del régimen franquista.
De acuerdo con lo dispuesto en el artículo segundo de la Ley, los referendos se llevarían a cabo entre todos los hombres y mujeres de la Nación mayores de veintiún años. El artículo tercero autorizaba al Gobierno para dictar las disposiciones complementarias conducentes a la formación del censo y ejecución de la ley.